# إلياس كان
إلياس كان (بالإنجليزية: Elias Kane)‏ هو قاضي ومحامي وسياسي أمريكي، ولد في 7 يونيو 1794 في نيويورك في الولايات المتحدة، وتوفي في 12 ديسمبر 1835 في واشنطن العاصمة في الولايات المتحدة. نشط حزبياً في الحزب الديمقراطي. وقد انتخب عضو مجلس نواب إلينوي وانتخب عضو مجلس الشيوخ الأمريكي.